# Sounds of the Universe
Sounds of the Universe är Depeche Modes tolfte studioalbum. Det släpptes den 20 april 2009 internationellt samt 21 april 2009 i USA. Albumet innehåller 13 låtar varav tio är skrivna av Martin L. Gore och resterande tre av Dave Gahan/Christian Eigner/Andrew Phillpott. 

## Låtförteckning
1. In Chains
2. Hole to Feed (Dave Gahan, Christian Eigner, Andrew Phillpott)
3. Wrong
4. Fragile Tension
5. Little Soul
6. In Sympathy
7. Peace
8. Come Back (Gahan, Eigner, Phillpott)
9. Spacewalker (Instrumental)
10. Perfect
11. Miles Away/The Truth Is (Gahan, Eigner, Phillpott)
12. Jezebel
13. Corrupt

## Singlar
1. Wrong (6 april 2009)
2. Peace (15 juni 2009)
3. Fragile Tension/Hole to Feed (7 december 2009 (dubbel A-sida))

"Perfect" släpptes som promosingel i USA och Frankrike.